# Ерлвілл (Айова)
Ерлвілл (англ. Earlville) — місто (англ. city) в США, в окрузі Делавер штату Айова. Населення — 716 осіб (2020).

## Географія
Ерлвілл розташований за координатами 42°28′58″ пн. ш. 91°16′12″ зх. д. / 42.48278° пн. ш. 91.27000° зх. д. (42.482754, -91.270107).  За даними Бюро перепису населення США в 2010 році місто мало площу 1,43 км², уся площа — суходіл.

## Демографія
Згідно з переписом 2010 року, у місті мешкало 812 осіб у 331 домогосподарстві у складі 236 родин. Густота населення становила 567 осіб/км².  Було 354 помешкання (247/км²).
Расовий склад населення:
| - 98,6 % — білих - 0,1 % — азіатів |

До двох чи більше рас належало 0,6 %. Частка іспаномовних становила 2,5 % від усіх жителів.
За віковим діапазоном населення розподілялося таким чином: 23,8 % — особи молодші 18 років, 58,6 % — особи у віці 18—64 років, 17,6 % — особи у віці 65 років та старші. Медіана віку мешканця становила 42,3 року. На 100 осіб жіночої статі у місті припадало 99,5 чоловіків;  на 100 жінок у віці від 18 років та старших — 96,5 чоловіків також старших 18 років.
Середній дохід на одне домашнє господарство  становив 60 260 доларів США (медіана — 59 464), а середній дохід на одну сім'ю — 72 333 долари (медіана — 72 847). За межею бідності перебувало 9,6 % осіб, у тому числі 16,1 % дітей у віці до 18 років та 9,8 % осіб у віці 65 років та старших.
Цивільне працевлаштоване населення становило 420 осіб. Основні галузі зайнятості: виробництво — 29,5 %, освіта, охорона здоров'я та соціальна допомога — 12,6 %, будівництво — 12,1 %.